# Cofán
Le cofán, ou a’ingae, est une langue amérindienne isolée parlée dans le Sud-Ouest de la Colombie, le long des rivières San Miguel, Guamés et Putumayo, et de l'autre côté de la frontière en Équateur, le long de l'Aguarico par 600 personnes, les A'i Cofán.

## Phonologie

### Voyelles
|         | Antérieure  | Centrale    | Postérieure |
| ------- | ----------- | ----------- | ----------- |
| Fermée  | i [i] ĩ [ĩ] | ɨ [ɨ] ɨ̃ [ɨ̃] |             |
| Moyenne |             |             | o [o] õ [õ] |
| Ouverte | e [ɛ]       |             | a [ɑ] ã [ɑ̃] |

### Consonnes
|              |              | Bilabiales | Dentales  | Dorsales | Dorsales | Glottales |
| ------------ | ------------ | ---------- | --------- | -------- | -------- | --------- |
| Palatales    | Vélaires     | Bilabiales | Dentales  |          |          | Glottales |
| Occlusives   | Sourde       | p [p]      | t [t]     |          | k [k]    | ʔ [ʔ]     |
| Occlusives   | Aspirée      | ph [pʰ]    | th [tʰ]   |          | kh [kʰ]  |           |
| Occlusives   | Sonore       | b [b]      | d [d]     |          | g [g]    |           |
| Fricative    | Sourde       | f [f]      | s [s]     | š [ʃ]    |          | h [h]     |
| Fricative    | Sonore       | v [v]      |           |          | ɣ [ɣ]    |           |
| Affriquée    | Sourde       |            | ts [t͡s]   | č [t͡ʃ]   |          |           |
| Affriquée    | Aspirée      |            | tsh [t͡sʰ] | čh [t͡ʃʰ] |          |           |
| Affriquée    | Sonore       |            | z [d͡z]    | j [d͡ʒ]   |          |           |
| Nasale       | Nasale       | m [m]      | n [n]     | ñ [ɲ]    |          |           |
| liquide      | liquide      |            | r [r]     |          |          |           |
| Semi-voyelle | Semi-voyelle |            |           | y [j]    |          |           |

- Allophones :

Les occlusives sonores et l'affriquée palatale sonores sont prénasalisées quand elles sont précédées par une voyelle nasale.
- ˈbõʔbo - bois de chonta: ˈbõʔm͡bo
- ˈpɑ̃di - fané: ˈpɑ̃n͡di
- ˈʔĩzia - vert: ˈʔĩn͡ʣia
- ʔoˈfɛ̃jõʔjo - Pléiades: ʔoˈfɛ̃ɲ͡d͡ʒõʔd͡ʒo
- ˈʔõgɨ - singe hurleur: ˈʔõŋ͡gɨ

Devant [ɨ], la vélaire /k/ devient [q].

La fricative sonore [v] est [β], sauf devant /e/.